# Donald Triplett
Donald Gray Triplett (Forest, Misisipi, 8 de septiembre de 1933-ibíd., 15 de junio de 2023) fue el primero de los niños descritos por el psiquiatra Leo Kanner en su artículo de investigación Autistic disturbances of affective contact, y por lo tanto, la primera persona que se considera diagnosticada con autismo.
Fue etiquetado como el paciente número uno con autismo. Donald desde pequeño mostró una gran memoria, teniendo la habilidad de poder recordar notas musicales, villancicos con solo haberlos escuchado una vez. Jugaba con las notas musicales en el piano y hacía operaciones matemáticas mentales muy complicadas.

## Primeros años
Hijo de Beamon y Mary Triplett, Donald se mostró desde el principio como un niño profundamente introvertido que no respondía a las sonrisas de sus padres ni respondía a su voz. Hacía un uso peculiar del lenguaje, no jugaba con otros niños y parecía encerrado en un mundo aparte. Junto a ello, Donald empezó a mostrar desde temprano algunas capacidades llamativas: buena memoria secuencial, cantar villancicos que sólo había escuchado una vez (a los 2 años), etc.
Sus padres, ella maestra y él abogado, después de intentar sin éxito que el chico normalizara sus relaciones, lo llevaron en 1937 a una institución estatal de salud mental, donde fue internado según la costumbre de la época para estos casos, pero les fue duro aceptar la separación de su hijo y un año después lo sacaron de allí.
En octubre de 1938, acudieron al Hospital Johns Hopkins de Baltimore (Maryland), donde el niño fue examinado por Leo Kanner. Kanner constató que tenía algunos síntomas similares a la esquizofrenia, un trastorno de muy rara ocurrencia en la infancia, pero no se pronunció acerca del diagnóstico, ya que se dio cuenta de que había claras diferencias con respecto a aquella.
Después de Baltimore, los Triplett regresaron a Mississippi. Allí Donald pasó el resto de su vida.

## Graduación y vida adulta
Desde la publicación del artículo de Kanner, el llamado trastorno autista sufrió diversos avatares de la mano de los profesionales e investigadores. 

«A partir de entonces, la historia del autismo avanzaría a través de las décadas, con abundantes y variados episodios dramáticos y giros extraños, tanto heroicos como malvados, por parte de investigadores, educadores, activistas y por los propios autistas.»
John Donvan y Caren Zucker, en colaboración especial para BBC Magazine.

Sin embargo, Donald Triplett y su familia permanecieron ajenos a todo ello. Fue matriculado en la escuela local, donde contó con un grupo de maestros y compañeros que no tuvieron inconveniente en aceptar su peculiaridad, y en 1958 se graduó en Filología Francesa en el Millsaps College de Jackson (Mississippi). Más tarde, regresó a su aldea donde trabajó en el banco que era propiedad de su familia. Aprendió a conducir y se dedicó en sus ratos libres a viajar por todo el mundo.

## Legado

### Contribución al estudio científico del autismo
Donald, junto a otros niños que estudió Kanner, se convirtió en el detonante que hizo posible la primera descripción científica llevada a cabo sobre esta condición neurológica en 1943, hoy día referida bajo el término de espectro autista.

### Autismo ybullying
Los niños autistas se encuentran dentro de la población de riesgo más propensa a sufrir acoso escolar, y marginación en la edad adulta. A medida que la sociedad se ha ido sensibilizando con respecto a las diferencias, esta situación parece que ha ido disminuyendo, y sin embargo, en la actualidad, el porcentaje sigue siendo muy elevado: por ejemplo, en España todavía siguen sufriendo acoso escolar casi el 50% de los niños con autismo, frente a un 3-11% de casos en niños no afectados (datos según comunidades autónomas).
Al hacerse público en 2016, el caso de Triplett ha contribuido a poner de manifiesto cómo el apoyo de la comunidad, empezando por la escuela y terminando por las demás instituciones, es fundamental a la hora de que las personas con rasgos del espectro autista lleven una vida normal e integrada en la sociedad.

## Muerte
Donald Triplett falleció en su hogar en Forest, Misisipi, el 15 de junio de 2023, después de sufrir un colapso en un aeropuerto en marzo. Fue la persona más longeva con autismo. Tenía 89 años.